# Johann Gottlieb Fichte
Johann Gottlieb Fichte (19. květen 1762 Rammenau – 27. leden 1814 Berlín) byl německý filosof a žák Immanuela Kanta.

## Život a dílo
Johann Gottlieb Fichte se narodil v roce 1762 v hornolužickém Rammenau. Šlechtický mecenáš umožnil mladému Fichtemu, synovi z chudé a početné rodiny, školní docházku v Schulpfortu a první studium v Jeně a Lipsku. Když jeho mecenáš zemřel, protloukal se mladý Fichte jako domácí učitel.
Náhoda jej přivedla ke studiu Kantových spisů. Aby na sebe obrátil Kantovu pozornost, napsal v Královci (místo kde Kant bydlel) během několika dnů Pokus o kritiku všeho zjevení. Kant dopomohl spisu k vydání. Dílo vyšlo anonymně a bylo přisuzováno Kantovi. Ten vše uvedl na správnou míru, díky čemuž se Fichte stal rázem slavným a byl povolán na jenskou univerzitu. Zde dlouho nepobyl, spis O důvodu naší víry v boží vládu ve světě mu vynesl pověst zarytého ateisty, a tím jeho pobyt v Lipsku byl již neudržitelný. Fichteho přijali v Berlíně. Jeho přednášky budily obecnou pozornost a k jeho posluchačům patřil i tehdejší rakouský vyslanec, kníže Metternich. V roce 1808, ve Francouzi obsazeném Berlíně, pronesl slavné Řeči k německému národu. Vyzval v nich celý německý národ k mravní obrodě.
Vášnivou obhajobou Francouzské revoluce byl spis Požadavek, aby evropští panovníci vrátili svobodu myšlení, kterou dosud potlačovali (1793), ale poté, co se nechal Napoleon korunovat za císaře, viděl v něm Fichte ztělesnění všeho zla ve světě, a prvotní nadšení z revoluce z něj rychle opadlo.
Fichte se velkou, ne-li rozhodující měrou podílel na založení berlínské univerzity v roce 1810, a když vypukla osvobozenecká válka, propustil své žáky do pole. Nesplnilo se mu jeho přání být vojenským řečníkem. Zemřel roku 1814 na tyfus, kterým se nakazil od své manželky, ošetřovatelky raněných v lazaretu.

## Fichteho filosofie
Filosofii si volíme takovou, jací jsme.
Obecný výklad Fichtova systému tvoří:
- O pojmu vědosloví neboli takzvané filosofie (1794)
- Základ veškerého vědosloví (1794)

Podle Fichta mohou existovat pouze dva důsledné filosofické systémy. Filosofie buď vykládá zkušenost (věc, předmět – dogmatismus), anebo lze odvozovat zkušenost z představy (idealismus).
K jakému systému se přikloní, je věcí každého jednotlivce.
Co tedy musí být počátkem filosofie? Myslící subjekt, který klade sebe sama. Já klade vlastní bytí. Na počátku je tedy čin, říká Fichte. Mysli sebe sama! Tento požadavek tvoří počátek filosofie. Jím je zplozen rozum. Rozum je sebevytvářející čin, a jak Fichte řekl: Na počátku byl čin!
Odkud ale pochází zkušenost? Fichte odpovídá: Zkušenost má svůj pramen v Já.
Ale jak to? Fichte vysvětluje: Já plodí ne-Já, cosi cizího v sobě samém. Je to nevědomý, nebo lépe předvědomý, svobodný a bezdůvodný, kauzálně neurčený děj.
Ale proč nezůstane Já samo? Fichte naznačuje: Protože Já ve své nejhlubší podstatě je čistou, nekonečnou činností, která ale musí mít nějakou mez, odpor, na němž může dotvrzovat, jistit a zdůvodňovat svou činnost. A protože vně Já není nic, musí samo vytvářet materiál, své povinnosti. Já klade sobě samému meze, aby je mohlo překonávat. Ne-Já je kladeno proto, aby byla možná akce a činnost.
Dialektický výklad: Teze: Já; antiteze: Já proti sobě klade ne-Já; syntéza: Já se klade skrze ne-Já.
Teze je tvořena výchozí pozicí praktické filosofie, rozhodnutím Já k sebeurčení prostřednictvím identity se sebou samým. Já původně klade své vlastní bytí, tzn. Já, proti vší skutečnosti předchází jednání sebekladoucího Já. Absolutně jistý počátek je tedy sebemyšlení, jímž Já dochází určenosti sebe samého.
Antiteze: proti Já je postaveno ne-Já, které charakterizuje pozici teoretického rozumu. Popisuje se jím svět věcí, který člověk dokáže zprvu popsat jen jako neidentický s Já. Tomuto druhému kroku přináleží vedle svobody nutnost. Předmět lze myslet jen v odlišnosti od jiných a také Já se může klást, jen když proti němu stojí ne-Já.
Syntéza je spojením Já a ne-Já a odpovídá na problém, jak může být poznání věcí pochopeno jako výsledek sebeurčení Já: já se klade v Já skrze ne-Já, tzn. vnější zkušenost je výsledkem činu Já a současně hranicí pro sebeurčující duchovní jednání subjektu.
Tímto dialektickým způsobem vykládá Fichte každý akt, vznikání světa objektů atd. Pochopit svět věcí znamená pochopit strukturu vědomí. Poznání přírody je prostředkem sebepoznání. Já je všechno.

## Fichteho etika
- Mravouka (1798)
- Popularizující Přednášky o pojmu člověka (1800)

Svět jako souhrn našich představ, pocitů a pudů pochází sice z Já, ale z předvědomého aktu, takže nezávisí na mém vědomí. Potud je pro mě skutečnou mezí. Ale na mně záleží, jak se k této mezi zachovám. Mohu před ní kapitulovat (radikální zlo v člověku), anebo mohu usilovat („Já je síla nadaná okem“).
Lidský život by měl být postupným procesem očišťování od cizích příměsí, protože zdokonalování je smyslem, určením a plánem života.
Morálka je u Fichteho dobrovolná a uvědomělá činnost směřující k dosažení cílů řádu světa. Tyto cíle se mění v historickém vývoji a tak i morálka je proměnlivá. Rozvinul koncept transcendentální filosofie na oblast praktické filosofie (morální jednání). Není rozdíl mezi konajícím a tím, co je konáno.

## K Fichteho filosofii náboženství
V Návodu k blaženému životu (1806) naznačuje, že „blaženost je stav štěstí po vykonané povinnosti… Onen živoucí a působící mravní řád je sám bůh; jiného nepotřebujeme a jiného ani nemůžeme pochopit… Aby povstalo pravé náboženství radostného konání dobra…“.
Fichte byl „posedlý šílenou vírou v tvůrčí moc vůle“. Znal jedinou potřebu: „Jednat a působit mimo sebe.“

## O Fichtovi
- Ulrich Claesges: Geschichte des Selbstbewusstseins - Der Ursprung des spekulativen Systems in Fichtes Wissenschaftslehre von 1794-95. Martinus Nejhoff, Den Haag 1974
- Klaus Hammacher (Hrsg.): Der transzendentale Gedanke. Die gegenwärtige Darstellung der Philosophie Fichtes. Meiner, Hamburg 1981
- Heinz Heimsoeth: Fichte. Ernst Reinhardt, Muenchen 1923
- Wolfgang Janke: Fichte - Sein und Reflexion - Grundlagen der kritischen Vernunft. de Gruyter, Berlin 1970
- Rainer Schaefer: Johann Gottlieb Fichtes >Grundlage der gesamten Wissenschaftslehre< von 1794. Wissenschaftliche Buchgesellschaft, Darmstadt 2006,
- Bruno Zimmermann: Freiheit und Reflexion. Untersuchungen zum Problem des Anfangs des Philosophierens bei Johann Gottlieb Fichte. Diss., Koeln, 1969

## Díla
- Versuch einer Critik aller Offenbarung (1792)
- Beitrag zur Berichtigung der Urtheile des Publicums über die französische Revolution (1793)
- Grundlage der gesamten Wissenschaftslehre, als Handschrift für seine Zuhörer  (1794a)
- Einige Vorlesungen über die Bestimmung des Gelehrten (1794b)
- Grundlage des Naturrechts nach Prinzipien der Wissenschaftslehre (1796)
- Das System der Sittenlehre nach den Prinzipien der Wissenschaftslehre (1798)
- Der geschlossene Handelsstaat (1800) - O uzavřeném obchodním státě[3]
- Die Grundzüge des gegenwärtigen Zeitalters (1806)
- Reden an die deutsche Nation (1808)